# Edwina Cornish
Edwina Cecily Cornish é uma bióloga australiana especializada em biotecnologia. Desde 2012, é vice-presidente sênior da Universidade Monash.

## Carreira
Cornish estudou na Universidade de Melbourne e formou-se em bioquímica, tendo depois concluído o doutorado em microbiologia. Entre 2000 e 2004, foi professora de biotecnologia e vice-chanceler na Universidade de Adelaide, quando se transferiu para a Universidade Monash como vice-chanceler em 2004. Desde 2012, é vice-presidente sênior da Universidade Monash. Em novembro de 2015, foi nomeada conselheira da Organização de Ciência e Pesquisa Industrial da Commonwealth para um mandato de cinco anos.
Em 2001, Cornish recebeu a Medalha do Centenário “pelo serviço à sociedade australiana em biotecnologia e administração universitária”. Nas comemorações do Aniversário da Rainha de 2014, foi nomeada oficial da Ordem da Austrália “pelo serviço distinto ao ensino superior, devido aos avanços em biotecnologia e modificação genética hortícola através da promoção de parcerias com o governo, indústrias e comunidade”. Cornish também é membro da Academia Australiana de Ciências Tecnológicas e Engenharia.